# Reisapotheek
Een reisapotheek is een compacte voorraad eenvoudige verbandmiddelen en zelfzorgmedicijnen die tijdens reizen en (buitenlandse) vakanties nuttig kunnen zijn om bij de hand te hebben.
Men is dan niet direct aangewezen op de lokale apotheek of drogisterij, vooral wanneer men in een land verblijft waarvan men de taal niet machtig is. Afhankelijk van de bestemming kunnen enkele of meerdere van onderstaande middelen bruikbaar zijn.

## Uitrusting (voorbeeld)
- Anti-malariamiddelen
- Anti-reisziektemiddelen
- Betadine (jodium)
- Blaarpleisters
- Bloedgroepgegevens
- EHBO-set, inclusief EHBO-boekje
- Diarreeremmer
- Oogbadje
- Oraal rehydratiemiddel
- Inentingspapieren
- Insectenbeetmiddelen
- Insectenwerend middel
- Koortsthermometer
- Laxeermiddelen
- Maagzuurremmers
- Medisch paspoort
- Neus- en oogdruppels
- Ontsmettingsdoekjes
- Pijnstillers
- Pincet
- Tekenpincet
- Telefoonnummers alarmcentrale